# Чайковський (роман)
Чайковський (рос. Чайковский) – роман Євгена Гребінки (1812-1848), вперше надрукований у 1843 році у журналі «Вітчизняні записки». У 1848 році роман вийшов у другий редакції у вісьмитомному зібранні «Романів, повістей та оповідань Євгена Гребінки».

## Історія створення
Роман був створений на ґрунті сімейних переказів матері Євгена Гребінки, яка походила з роду Чайковських, та української думи про Олексія Поповича.

## Сюжет
Дія роману відбувається у другій половині XVII століття. У сотенному місті Пирятин помирає протоієрей Іаков. Козаки, які дуже любили Іакова, прохають лубенського полковника Івана призначити священиком його сина, Олексія, який навчався у Києві.                                                                                                                                               Олексій повертається додому, але не поспішає прийняти сан – він закохується у Марину, доньку полковника.    
Проте полковнику це не до вподоби і Олексій тікає з Пирятина на Січ. У степу він зустрічає козаків, між якими був характерник Микита Прихвостень. На шляху до Січі козаки зупиняються у шинку, де в Олексія закохується племінниця господарки шинка Тетяна.                                                                                                                                                                    
По прибуттю у Січ Олексій був записаний до Поповичевського куреня.                                                                                                                                                                                         
Наступного дня козаки збираються на майдані. Кошовий оголошує про обрання військового писаря. Коли козаки не можуть визначитися, кошовий пропонує Олексія. Козаки погоджуються.                                                                                                                                                                                                                                                                   
Згодом козаки вирушають в похід до кримських берегів. Похід був вдалий, але на зворотному шляху козацькі чайки попадають у шторм. Серед козаків лунає думка, що потрібна грішна голова.  Олексій готовий взяти провину на себе і стрибнути у море. Він починає молитися та читає церковну книгу. Шторм стихає, козаки радіють, вважаючи Олексія своїм рятівником.                                                                                                                                                                                                                                                                                              
В цей час до Січі прибув посланець лубенського полковника, який прохає запорожців на допомогу. Кошовий знає про кохання Олексія і дає згоду на допомогу за умови, що полковник віддасть доньку за писаря війська Запорізького Олексія-поповича. В посланцеві Олексій впізнає Герцика, довірену особу полковника. Впізнає Олексія і Герцик. Вони обмінюються новинами і Олексій дарує Герцикові турецький кинджал, як залог дружби.                                                                                                                                              
Товариш Олексія, Микита Прихвостень, повідомляє, що у Січі з’явився ще один Олексій-попович, в якому писар впізнає переодягнену у козацьке вбрання Марину.  Зустріч Олексія і Марини обурює запорожців, які нагадують, що перебування жінок у Січі заборонено січовими законами та карається смертною карою. Олексія і Марину беруть під охорону та призначають страту наступного дня.  В цей час товариши Олексія шукають спосіб врятувати його. За законами Січі таке можливе, якщо якась жінка погодиться побратися із засудженим.                                                                                                                                                                                              
Вранці охорона виводить Олексія та Марину на майдан до страти, але з натовпу виходить Тетяна, яка пропонує Олексію шлюб. Олексій відмовляється і Тетяна уходить із Січі.                                                                                                                                                                                                                                                                                     
Слово бере кошовий, який повідомляє козакам, що із військовим писарем Олексієм-поповичем вчинили незаконно. Олексій-попович – ім’я з Гетьманщини, а Запорізького імені, всупереч існуючим у Січі законам, він не отримав.                                                                                                                                                                                                                              
Запорожці погоджуються назвати його Чайковським на честь рятування козацьких чайок у поході. Також кошовий доводить козакам, що донька полковника лубенського Івана прохає у товариства дозволу на одруження. Козаки радіють такому обороту та справляють весілля Чайковського і Марини. Подружжя виїжджає з Січі у зимівник до характерника Кас’яна.                                                                                                                                                                                                                                                                                                                                                                                                                                        
У степу вони зустрічають Микиту, який ховає Тетяну. З’ясувалось, що вона не витримала відмови Олексія та померла від душевного хвилювання. Перед смертю вона заповіла Олексієві монету, яку носила на мотузці поруч із хрестиком. Олексій відмовляється та монету бере Марина...                                                                                      
Олексій та Марина оселяються у зимівнику. Кас’ян вирушає у Лубни, сповістити полковника. На шляху до Лубен йому стає відомо про напад татар і він попереджає про це полковника. Але Іван, за наклепом Герцика, не вірить йому та запирає без зброї у кімнаті. Напад татар було відбито, але під час бою полковник отримує смертельне поранення та помирає. Герцик, користуючись нагодою, підробляє заповіт і стає володарем його майна.                                                                                                                                  
Кас’ян повертається додому.                                                                                                                                                                                                                                                
Через деякий час до його зимівника приїздить Герцик із шістьома козаками. Він з Олексієм їде на полювання та його кусає змія.                                                                                                                                                                                        
Намагаючись врятувати Герцика козаки знаходять стару циганку, яка береться вилікувати його, але навмисно прикладає до рани ще сильнішу отруту. Вона посилається на старі образи і помсту усім козакам.                                                                                                                                                                                                                                
Герцик розуміє, що помирає. Перед смертю він кається в тому, що кохає Марину. Через своє кохання він видав запорожцям перебування Марини на Січі. Герцик розповідає про свою змову із татарами та як він зрадив полковника Івана. Він розповідає про підроблення заповіту, про бажання силою забрати Марину в Олексія, а самого Олексія вбити на полюванні. Під час сповіді Герцик бачить у Марини монету, яку надала Тетяна та пояснює, що це свята монета з Єрусалиму, яка була в його сестри. Почувши це, стара циганка кричить, що вона, не розуміючи, вбила Герцика, який насправді є її сином…                                                                                                                                                                         
Невдовзі Чайковський повертається додому та стає пирятинським сотником.                                                                                                                                                                 
А через багато-багато років, біля перського кордону, у наметі, згадуючи рідний Пирятин, помирає від чуми останній нащадок Чайковського…

## Критика
- Російський критик, Віссаріон Бєлінський, сучасник Є. Гребінки, високо оцінив роман. За його словами, « у «Чайковському» Гребінки чудово виконані окремі деталі, що безперечно підтверджують талант автора...»
- Максим Горький вважав роман «Чайковський» таким, який «можна прочитати без нудьги, без ризику звихнути мозок і засмітити пам’ять брехнею»[4].

## Переклади
У 1864 році роман був перекладений українською Ксенофонтом Григоровичем Климковичем.